# 9695 Johnheise
9695 Johnheise eller 6583 P-L är en asteroid i huvudbältet som upptäcktes den 24 september 1960 av den nederländsk-amerikanske astronomen Tom Gehrels och det nederländska astronomparet Ingrid van Houten-Groeneveld och Cornelis Johannes van Houten vid Palomarobservatoriet. Den är uppkallad efter John Heise.
Asteroiden har en diameter på ungefär 3 kilometer och den tillhör asteroidgruppen Duponta.